# Hélène Swarth

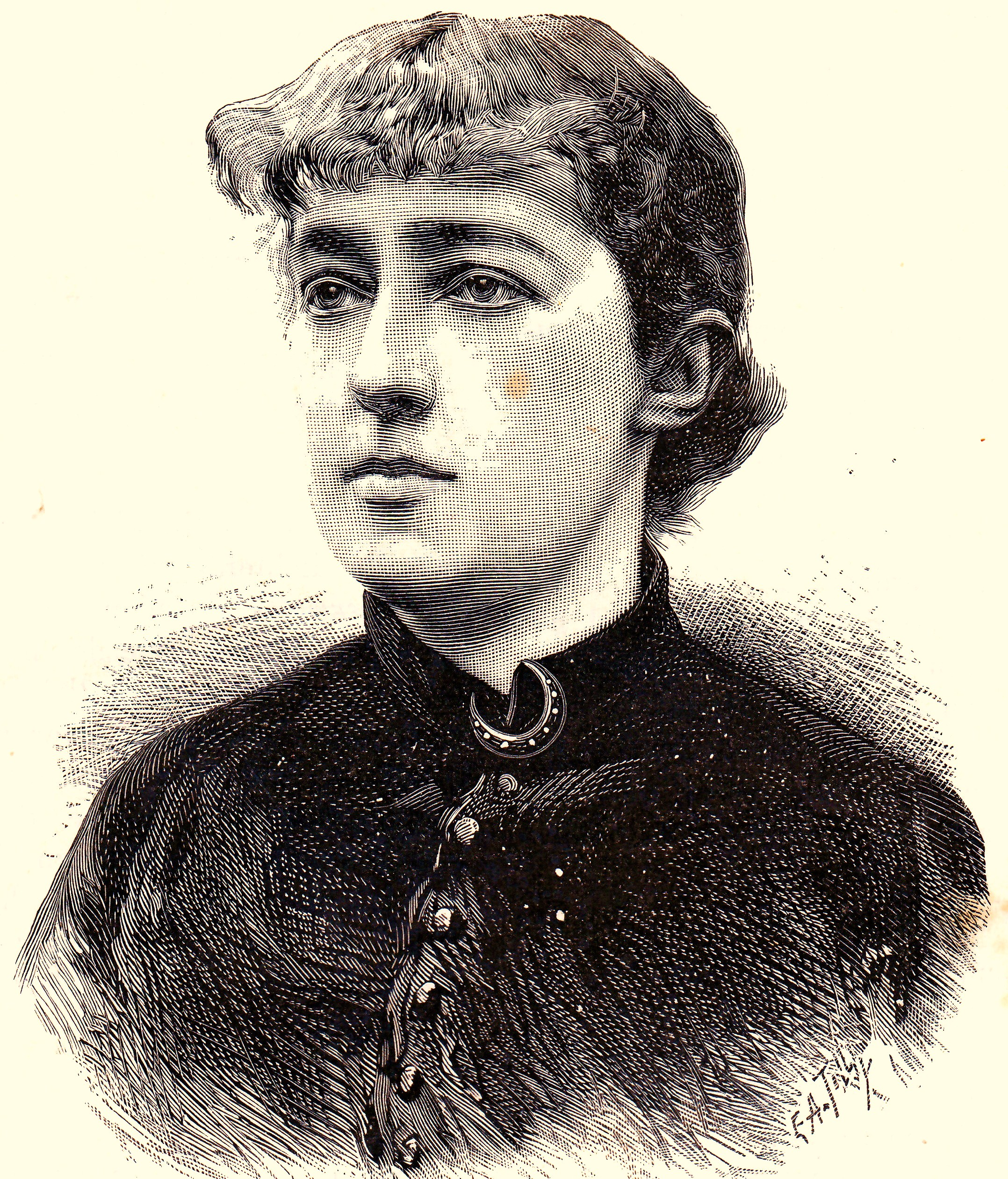
Hélène Swarth

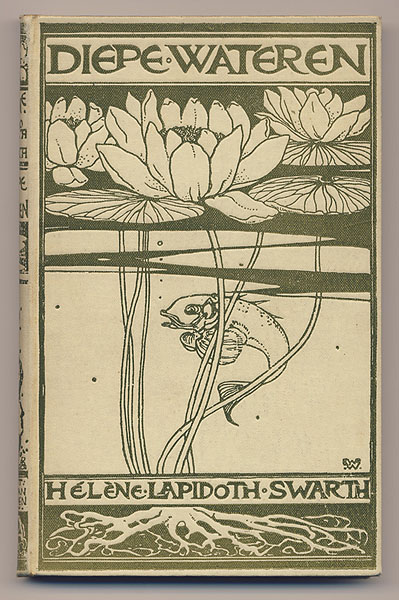
Buchumschlag im Jugendstil zur Erstausgabe Diepe Wateren von 1897 von Ludwig Willem Reymert Wenckebach.

Hélène Swarth, eigentlich Stephanie Hélène Swarth (* 25. Oktober 1859 in Amsterdam; † 20. Juni 1941 in Velp, Provinz Gelderland) war eine niederländische Schriftstellerin.

## Leben
Swarth war die Tochter des Kaufmanns Eduard Swarth und dessen Ehefrau Maria Jacoba Heijblom. Sie wurde in Amsterdam geboren und verbrachte ihre Kindheit und Jugend in Brüssel.
1894 heiratete sie in Mechelen ihren Kollegen, den niederländischen Schriftsteller Frits Lapidoth (1861–1932); die Ehe dauerte bis 1910.
Nach eigenem Bekunden war der französische Schriftsteller Alphonse de Lamartine eines ihrer Vorbilder. Auf Anraten und mit Unterstützung des Schriftstellers Pol de Mont konnte Swarth erfolgreich debütieren.
Im Alter von 82 Jahren starb Hélène Swarth am 20. Juni 1941 in Velp und fand dort auch ihre letzte Ruhestätte.

## Ehrungen
Ihr zu Ehren haben die Gemeinden Hillegom und Oegstgeest (Provinz Zuid-Holland) und Uithoorn (Provinz Noord-Holland), sowie die Städte Groningen und s'Hertogenbosch Straßen nach Hélène Swarth benannt.

## Werke (Auswahl)
- Sipke van der Land (Hrsg.): De mooiste Gedichten. Kok, Kampen 1991, ISBN 90-242-4825-6.
- Sonette (Aus fremden Gärten; Bd. 34). Duncker, Weimar 1914. Aus dem Niederländischen von Otto Hauser.
- Lieder und Elegien (Aus fremden Gärten; Bd. 53). Duncker, Weimar 1917. Aus dem Niederländischen von Otto Hauser.